# Pulverskinn
Pulverskinn (Coniophora arida) är en svampart som först beskrevs av Elias Fries, och fick sitt nu gällande namn av Petter Adolf Karsten 1868. Pulverskinn ingår i släktet Coniophora och familjen Coniophoraceae.  Arten är reproducerande i Sverige. Inga underarter finns listade i Catalogue of Life.